# 南部健一
南部 健一（なんぶ けんいち、1943年2月22日 - ）は、日本の工学者、東北大学名誉教授、工学博士、100年余学界の難問と云われたボルツマン方程式(Boltzmann equation)の解法を1980年世界で初めて発見した。又、ランダウ・フォッカー・プランク方程式(Landau-Fokker-Planck equation)の解法を世界で初めて63年振りに導いた。研究分野は層流・乱流、希薄気体、プロセスプラズマ。

## 略歴
- 1943年 金沢市に生まれる
- 1949年 金沢市立千木小学校入学（後に廃校、千坂小学校と併合さる）
- 1955年 金沢市立長田小学校卒
- 1958年 金沢市立長田中学校卒
- 1961年 金沢二水高等学校卒
- 1965年 金沢大学工学部機械工学科卒
- 1970年 東北大学大学院博士課程修了 工学博士（東北大学）
- 1986年 東北大学高速力学研究所 教授
- 1986年 ドイツ航空宇宙センター（旧研究所）（DLR）客員研究員
- 1989年 東北大学流体科学研究所教授
- 1989年 ソ連科学アカデミー（ITM）客員研究員
- 1993年 仏ピエール・マリー・キュリー大学客員教授
- 2006年 東北大学教授退官、東北大学名誉教授

## 受賞歴
- 1965年 畠山賞（日本機械学会）
- 1972年 L.F.Moody賞（アメリカ機械学会）
- 1994年 論文賞（日本機械学会）
- 1994年 業績賞（日本機械学会計算力学部門）
- 1997年 流体科学研究賞（財団法人機械研究会）
- 1998年 フロンティア賞（日本機械学会流体工学部門）
- 2001年 流体力学論文賞（日本流体力学会）
- 2008年 流体工学研究で紫綬褒章受章[1]
- 2016年 瑞宝中綬章[2]

## 著書
- 数値流体力学（共著）
- 乱れる（オーム社、1995年）
- 燃焼・希薄流・混相流・電磁流体の解析（共著）
- 原子・分子の流れ（共著）
- 果てなき海へ漕ぎいでて（丸善仙台出版S.S.）、他